# Vincent Carlier (homme politique)
Pour les articles homonymes, voir Vincent Carlier et Carlier.
Vincent Carlier, né le 29 avril 1859 à Paris et décédé le 22 mai 1917 à Nanterre, est un homme politique français.

## Biographie
Arrivé très jeune à Marseille, il y est journaliste, dans divers titres socialistes, dont l'Action socialiste. Il dirige le journal La Journée. Il se fait remarquer et devient une figure socialiste militante de la cité phocéenne.
Il soutient tous les candidats socialistes et républicains dans les Bouches-du-Rhône, sans solliciter aucun mandat pour lui-même. Il est désigné par le congrès socialiste comme candidat aux élections générales législatives de mai 1906 dans la cinquième circonscription de Marseille, du fait de ce qui était perçu par la hiérarchie socialiste comme son talent, qui lui permettait d'être toujours courtois avec ses adversaires, de son intégrité et de son indépendance de caractère. Il est élu au deuxième tour de scrutin par 7 486 voix contre 6 605 pour son adversaire.
Député SFIO des Bouches-du-Rhône, il défend à la Chambre les intérêts de son département. Il est l'un des premiers à demander la nationalisation de l'électricité, ainsi que de la houille. Il dépose en 1908 une proposition de loi tendant à constituer au profit de l’État le monopole des assurances.
Il quitte son siège en 1910 après avoir perdu l'élection face à Auguste Bouge.

## Sources
- « Vincent Carlier (homme politique) », dans le Dictionnaire des parlementaires français (1889-1940), sous la direction de Jean Jolly, PUF, 1960 [détail de l’édition]